# 機械人類
《ANDROID》（台湾发行商译做《機械人類》）是韩国男子团体東方神起在日本发行的第35张单曲。于2012年7月11日由avex trax公司发行。

## 概要
单曲分为「CD+DVD」「只CD」「Bigeast盤」三种版本发行。距离上张单曲发行约4个月。附属DVD中收录了《ANDROID》的MV与MV的拍摄过程（只在初回限定盘中收录）。
初回限定版本封入特典是封面大小的卡片（6种中随机封入1种）。“只CD”版本有CD-EXTRA与电子照片书收录。这也是东方神起（包含二人与五人时期）的单曲中首次有CD-EXTRA收录

## 收录歌曲

### CD+DVD
CD
1. 《ANDROID》
  - 作詞：H.U.B.　作曲・編曲：Anders Grahn, Grace Tither & Emil Carlin

《MEDICAL SHINE》TV广告曲
2. 《BLINK》
  - 作詞：H.U.B.　作曲・編曲：Johan Gustafson, Fredrik Haggstam, Sebastian Lundberg & Andrew Jackson
3. 《ANDROID》 -Less Vocal-
4. 《BLINK》 -Less Vocal-

DVD
- 《ANDROID》 -Video Clip-
- 《ANDROID》 Off Shot Movie（只初回限定盤有收录）

### CD
1. 《ANDROID》
2. 《BLINK》
3. 《ANDROID》 -modest gothic remix-
4. 《ANDROID》 -Less Vocal-
5. 《BLINK》 -Less Vocal-

### Bigeast盤
- CD与[CD+DVD]版同内容。